# Skałka

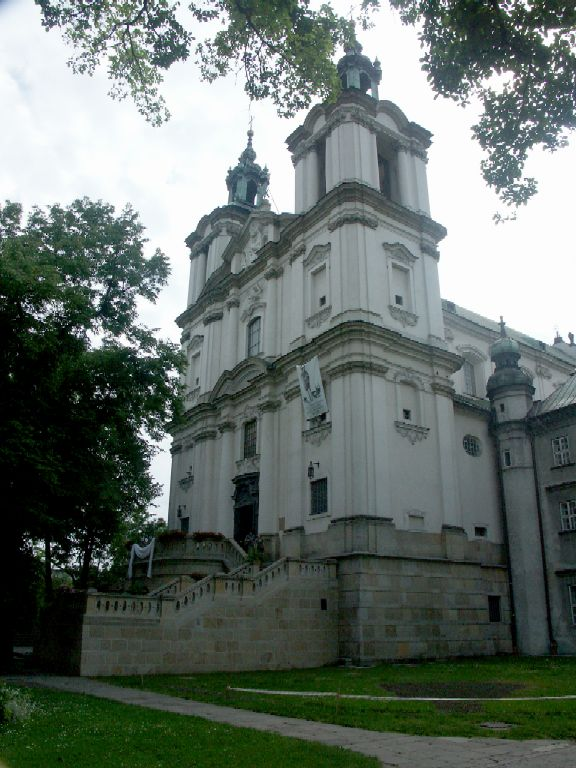
Nhà thờ Thánh Stanislaus trên gò Skałka, tại Kraków

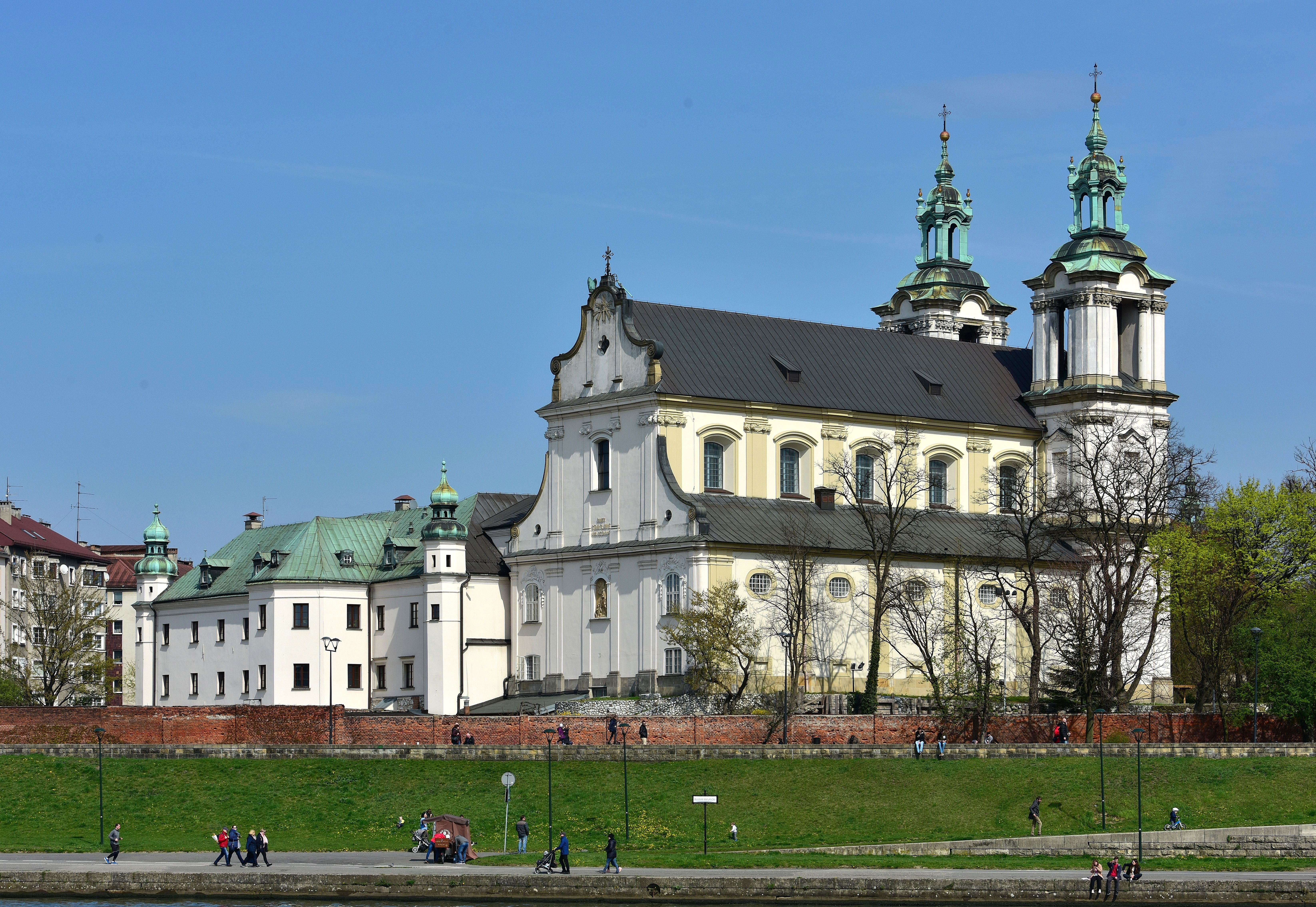
Quang cảnh tu viện từ phía bờ sông Wisła

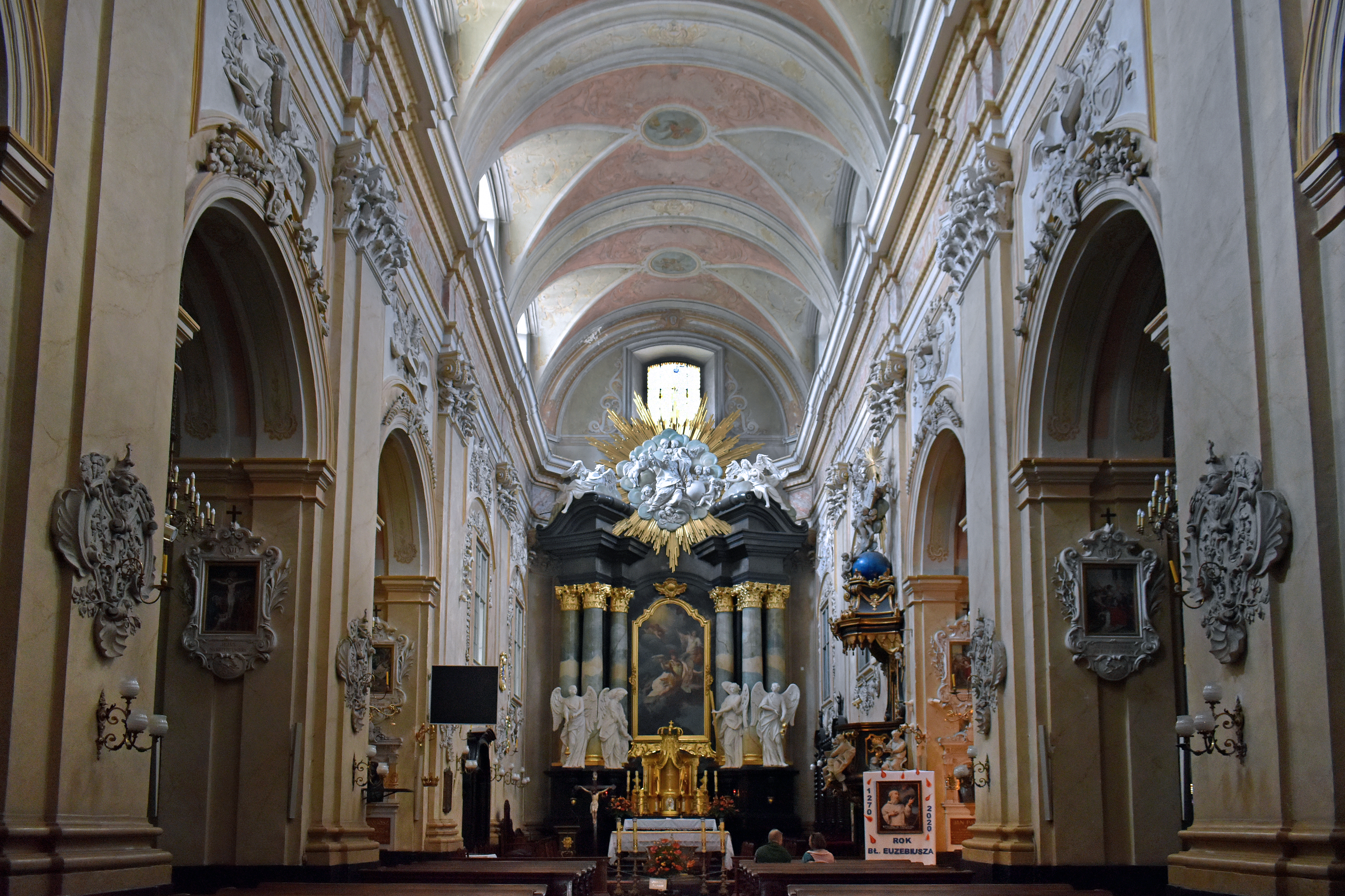
Bên trong nhà thờ

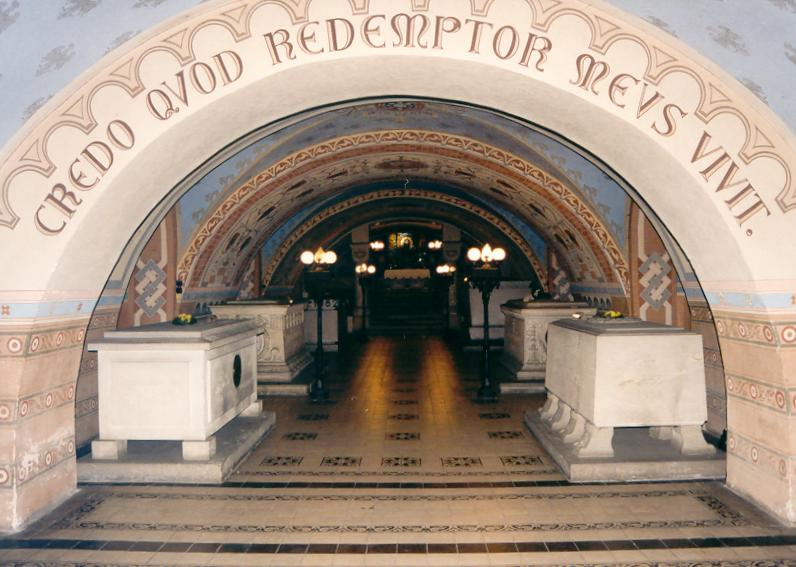
Hầm mộ dưới lòng đất của nhà thờ

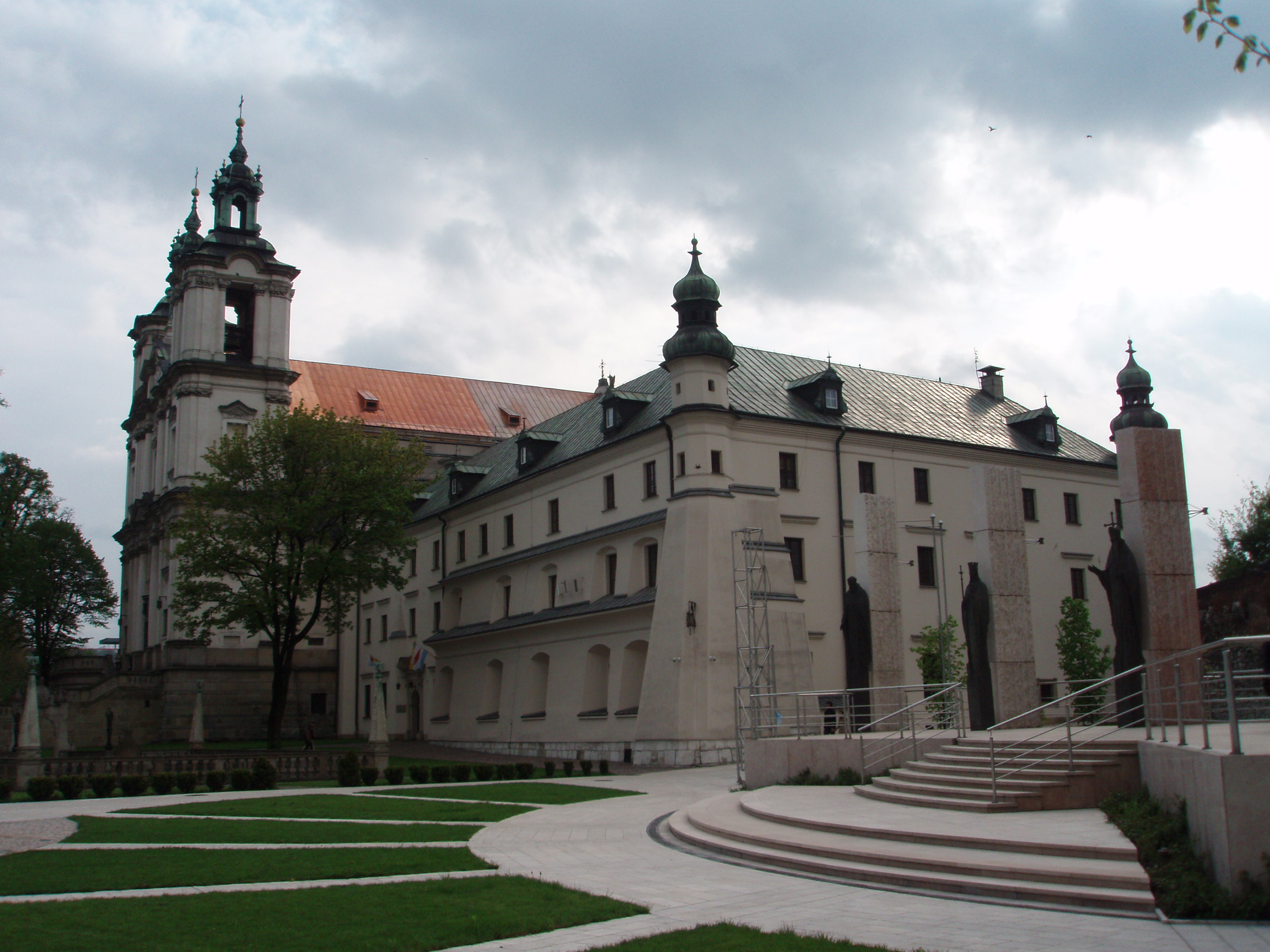
Quảng trường phía trước nhà thờ

Vương cung thánh đường Tổng lãnh thiên thần Micae và Thánh Stanislaus tử vì đạo, hay còn được biết đến với tên gọi là Skałka, trong tiếng Ba Lan nghĩa là "tảng đá nhỏ". Sở dĩ, người ta gọi đây là một "tảng đá nhỏ" vì toàn bộ khuôn viên nhà thờ nằm trên một gò đất tại Kraków. Trên đỉnh gò là tu viện Thánh Phaolô Ẩn Sĩ Tiên khởi, chính tại nơi đây, Đức Stanislaus, vị Giám mục của giáo phận Kraków đã bị sát hại bởi vua Bolesław II của Ba Lan vào năm 1079. Vì hành động tàn độc này mà về sau vua Bolesław II đã bị đày ải còn Đức Stanislaus thì được phong thánh.

## Lịch sử
Nằm bên bờ sông Wisła, cách lâu đài Wawel về phía nam, Skałka từng là một phần của thành phố đảo Kazimierz cho đến khi sông Wisła cũ bị lấp đi, khi đó là vào khoảng thế kỷ 19.
Nhà thờ Thánh Stanislaus ban đầu được xây dựng theo lối kiến trúc Romanesque. Sau đó, đến thời vua Kazimierz III của Ba Lan, nhà thờ đã được đổi sang phong cách Gothic. Từ năm 1472, nhà thờ thuộc quyền sở hữu của Hội thánh Phaolô Ẩn Tu. Từ năm 1733 đến năm 1751, nhà thờ được trang hoàng thêm theo phong cách Baroque.
Tu viện dòng Thánh Phaolô Ẩn Tu hay còn được gọi là "Nhà thờ trên đá" là nơi có liên quan mật thiết đến sự hy sinh vì đạo thiêng của Thánh Stanislaus. Tương truyền rằng, mỗi vị vua Ba Lan đêm trước lễ đăng quang đều đến Skałka hành hương, để sám hối thay cho tội lỗi của vị vua tiền nhiệm, người đã từng đích thân ra tay sát hại Thánh Stanislaus.

## Bên trong nhà thờ
Hầm mộ dưới lòng đất của nhà thờ (cùng với nhà thờ chính tòa Wawel, nhà thờ Thánh Gioan, nhà thờ Thánh Peter và Thánh Paul) được ví như một trong những "điện Panthéon" của Ba Lan. Hầm mộ này là nơi an nghỉ của những nhân vật kiệt xuất người Ba Lan, đặc biệt là những người đã từng sống tại Kraków. Dưới đây là danh sách những tên tuổi nằm tại hầm mộ của nhà thờ:
- Jan Długosz (1415–1480), nhà ngoại giao kiêm nhà sử học
- Wincenty Pol (1807–1872), nhà thơ, nhà địa lý học, chiến sĩ đấu tranh cho tự do
- Lucjan Siemieński (1809–1877), nhà thơ, nhà văn, chiến sĩ đấu tranh cho tự do
- Józef Ignacy Kraszewski (1812–1887), nhà văn kiêm nhà sử học
- Teofil Lenartowicz (1822–1893), nhà thơ đồng thời cũng là một nghệ nhân điêu khắc
- Adam Asnyk (1838–1897), nhà thơ, nhà viết kịch và là một chiến sĩ đấu tranh cho tự do
- Henryk Siemiradzki (1843–1902), họa sĩ
- Stanisław Wyspiański (1869–1907), nhà thơ, nhà viết kịch kiêm họa sĩ
- Jacek Malczewski (1854–1929), họa sĩ
- Karol Szymanowski (1882–1937), nhà soạn nhạc, nghệ sĩ dương cầm
- Ludwik Solski (1855–1954), diễn viên, đạo diễn sân khấu
- Tadeusz Banachiewicz (1882–1954), nhà thiên văn học đồng thời cũng là nhà toán học
- Czesław Miłosz (1911–2004), nhà thơ và cũng là người được giải Nobel.

## Bên ngoài nhà thờ
Bên ngoài nhà thờ là Giếng Thánh Stanislaus. Theo truyền thuyết, vua Bolesław II của Ba Lan đã phanh thây Đức Stanislaus rồi vứt xuống giếng. Kỳ lạ thay, thân xác của Đức Stanislaus đã tự liền lại như một phép lạ. Từ đó, nước Giếng Thánh được đổ ra đài phun nước cho người đến hành hương uống.
Năm 2008, các Đức cha dòng Thánh Phaolô Ẩn Tu đã cho xây thêm một bệ thờ ngoài trời để kỷ niệm ba thiên niên kỷ của nhà thờ. Cùng với bệ thờ là các bức tượng đại diện cho bảy nhân vật lịch sử quan trọng của Ba Lan.
- Augustyn Kordecki (1603–1673), Tu viện trưởng Tu viện Jasna Góra trong cuộc vây hãm Jasna Góra
- Jadwiga của Ba Lan (1374-1399), nữ vương đầu tiên của Vương quốc Ba Lan
- Thánh Adalbert của Praha (956-997), Đức Giám mục của giáo phận Praha và là người tử vì đạo
- Thánh Stanislaus của Szczepanów (1030-1079), Đức Giám mục của giáo phận Kraków và là người tử vì đạo
- Giáo hoàng Gioan Phaolô II (1920-2005), Tổng Giám mục của giáo phận Kraków, Người được bầu làm Giáo hoàng năm 1978.
- Faustina Kowalska (1905-1938), một nữ tu từng được thị kiến về Chúa Giêsu và truyền cảm hứng cho sự sùng kính của Công giáo La Mã đối với Lòng thương xót của Thiên Chúa
- Jan Kanty (1390-1473), một giáo sĩ đồng thời là giảng viên triết học và thần học tại Học viện Kraków

Sáu vị trong số những nhân vật lịch sử được liệt kê trên đây (ngoại trừ người đầu tiên là Tu viện trưởng Augustyn Kordecki) đều được tôn phong hiển thánh bởi Giáo hội Công giáo.